# Schwalmtal (Assia)
Schwalmtal è un comune tedesco di 2 903 abitanti situato nel land dell'Assia.